# 慶曆新政
慶曆新政，宋仁宗慶曆三年（1043年）九月，参知政事范仲淹等人上呈《答手詔條陳十事》，進行改革。一年又四個月後，慶曆新政宣告失敗，范仲淹罷參知政事，出知邠州。

## 历史
宝元二年（1039年），同判礼院宋祁上疏，以为国用不足在于“三冗三费”。宋祁说：“今天下有定官，无定员”、“州县不广于前，而官五倍于旧”。事實上，宋祁本人亦拥妓醉饮，宋庠諷刺宋祁说：“聞昨夜燒燈夜宴，窮極奢侈，不知記得某年上元同在某州州學內吃齏煮飯時否？”慶曆三年（1043年），宋朝對西夏用兵，三战皆败，內部動盪已是山雨欲來之勢。仁宗遂罢去宰相呂夷簡，以范仲淹為相，任命富弼、韓琦等為樞密副使，包拯管理京城和御史台；在邊疆上，任用大將狄青，先後弭平儂智高的壯族叛亂和西夏的挑釁，於是成為北宋進入立國以來最繁榮的階段。范仲淹、富弼等人綜合多年来的經驗，於九月將《答手詔條陳十事》奏折呈给宋仁宗，作為改革的基本方案。朝廷表示贊同，並頒發全國。

### 澄清吏治
- 明黜陟：改革文官三年一次循資陞遷的磨勘法，注重以實際的功、善、才、行，提拔官員，淘汰老病愚昧等不稱職者和在任犯罪者。
- 抑僥倖：嚴格恩蔭制，限制中、上級官員的任子特權，防止權貴子弟親屬壟斷官位。
- 精貢舉：改革貢舉制，令州縣立學，士子必須在學校學習一定時間方許應舉。改變專以詩賦、墨義取士的舊制，著重策論和操行。
- 擇長官：慎選地方長官，由中書、樞密院慎選各路、州的長官。由各路、州長官慎選各縣的長官，擇其舉主多者儘先差補。
- 均公田：重新規定官員按等級給以一定數量的職田，調配給缺乏職田的官員，以「責其廉節」，防止貪贓枉法。

### 富國強兵
- 厚農桑：由政府幫助人民興利除害，如開渠河、築堤堰。
- 修戎備(修武備)：主張恢復府兵制，先從近畿實行再漸及諸路。
- 減徭役：主張省併戶口稀少的縣邑，以減其地人民的徭役。

### 厲行法治
- 重命令：針對朝廷過去頒布的法令「煩而無信」的弊病，提出朝廷今後頒行條令事先必須詳議，「刪去繁冗」審定成熟後再頒行天下，一旦頒行，必須遵守，不得隨意更改，否則，要受到懲處。
- 覃恩信（推恩信）：即廣泛落實朝廷的惠政和信義。主管部門若有人拖延或違反赦文的施行，要依法從重處置。除此之外，必須向各路派遣使臣，巡察那些應當施行的各種惠政是否施行。這樣，就不會發生阻隔皇恩的現象了。

## 結果
新政強調澄清吏治，對官吏和商人構成威脅，守舊派朝臣習於茍安，攻击范仲淹等人结党营私。夏竦刻意製造朋黨的流言，更伪造一封石介生前写给富弼的密信，信里说要废掉仁宗，並造谣说石介是诈死，早已经逃往契丹。對此宋仁宗半信半疑，摇摆不定。最後仁宗對於改革失去信心，新政在一年四個月後就偃旗息鼓，范仲淹被迫罷参知政事。慶曆新政最終以失敗收場。慶曆新政的失敗更影響日後的熙寧變法，王安石在執行上改以“理财为方今先急”，不再以裁減冗官為訴求。

## 評價
范仲淹提出的十事，大多以詔令的形式頒行全國，在罷黜了一批官吏之後，“論者藉藉”，富弼說：“范六丈公則是一筆，焉知一家哭”，范仲淹卻說：“一家哭何若一路哭？”由於官僚集團受到極大震動，史稱“按察使多所舉劾，人心不自安，任予恩薄，磨勘法密，僥倖者不便，於是謗毀浸盛，而朋黨之論滋不可解。”由於“新政”限制了權貴、官僚的既得利益，招致了猛烈的攻擊。不久范仲淹被貶，象徵新政的失敗收場。慶曆新政的失敗，社會矛盾更為激化嚴重，更形成了所謂的朋黨之爭，這更影響到後來的王安石變法。

## 延伸閱讀
- 高聰明、漆俠、李華瑞、姜錫東. 漆侠 , 编. . 河北教育出版社. 1997 （中文（中国大陆））.
- 《庆历新政与熙宁变法——兼论二程洛学与两次“革新政令”的关系》，《中州学刊》2004年第1期